# アイローネ (水雷艇)
アイローネ（Airone、サギ）はイタリア王立海軍のスピカ級水雷艇。

## 艦歴
1938年5月10日に就役した際のこの水雷艇の指揮官はアルベルト・バンフィ少佐だった。
就役から1年も経たない1939年、ジュリオ・メリーニ少佐の指揮のもとでアイローネはイタリアによるアルバニア占領につながる作戦に参加していた
。1939年4月7日にサランダへの上陸戦に参加し、艦砲でアルバニアの軍事施設を砲撃したが、この時の戦闘で乗組員の一人である信号手軍曹のトマーゾ・ランベッティが重傷を負い、その後死亡した。ランベッティには負傷前後の勇敢な行いをたたえて武功金メダルが授与された。
その後（1939年から1940年）、アイローネはリビアに展開し、沿岸警備およびリビアとシチリアとの連絡任務に就いた。
1940年1月にアルベルト・バンフィ少佐が、アウグスタを拠点とする第1水雷艇戦隊（同型艦アルチオーネ、アレテューサおよびアリエールとともに構成）の旗艦であるアイローネの指揮官に復帰した。
第二次世界の初期にアウグスタとメッシーナを拠点とするアイローネは、対潜任務およびシチリア-トリポリタニア間の船団護衛任務に就いた。
1940年7月29日、アイローネと第1戦隊の他の3隻はナポリからベンガジへと向かう蒸気客船マルコ・ポーロ、武装商船チッタ・ディ・パレルモおよびチッタ・ディ・ナポリからなる船団による「トランスポルト・ヴェローチェ・レント」作戦の護衛（第13戦隊の水雷艇チルチェ、クリオ、クリメーネ、チェンタウロ）を増強するために派遣された。
10月10日、アイローネは同型艦のアルチオーネとともに、第89飛行隊の水上機とともにシラクサ沿岸で対潜戦を実施し、英潜水艦トライアドを撃沈したものと考えていた。しかし実際には、その艦が撃沈されたのは当時ターラント湾で起きたトーチとの戦闘によるものだったことが確実である。

### パッセロ岬沖海戦
1940年10月11日から12日にかけての夜、ルイジ・ボナッティ大尉が指揮するアイローネは、ジョヴァンニ・オリヴァ中佐の指揮の下、アイローネ、アリエールおよび第11部隊の駆逐艦（アルティリエーレ、ジェニエーレ、アヴィエーレ、カミチア・ネーラ）とともにマルタ島東海域に、当海域にいるはずの英艦を探す哨戒任務に派遣された哨戒は10月12日の午前1時に速度12ノット、進路270度、それぞれの水雷艇が4カイリずつ離れてはじめられた。アイローネは、部隊の先頭で最も北に位置したアルチオーネに続く2番目に展開してアリエールがそれに続き、駆逐艦部隊は最も南に位置した。午前1時38分、最も北に転回していたアルチオーネは視認されることなくマルタへの船団護衛の後でアレクサンドリアへ帰投中のイギリス海軍の大船団の一部である軽巡洋艦エイジャックスを南から南東の18,000メートルの距離で視認した。アイローネは14ノットに増速した。3隻の水雷艇はその後攻撃を開始し、1時57分にアルチオーネが2発の魚雷を発射し、アイローネもそれに続いて1時57分に2000メートルの距離からエイジャックスの左舷に向けて魚雷2発を発射し、その1分後にイギリス艦が進路を変化させたようなので新たな諸元でさらに魚雷2発を発射し、同時に700メートルの距離から砲撃を開始して高速で接近し続けた（この機動中にアイローネの航跡波が後続のアリエールが発射した1本の魚雷の進路を逸らせた）。使用可能な魚雷4本すべてを発射した後、アイローネは後退コースを取り、その間にカノン砲で4回の斉射を行い、機関銃も発砲した。101mm砲弾3発がエイジャックスに命中し、2発は甲板上に、1発は水面上6メートルで、さまざまな損害を発生させた（102mm砲複合体が破壊され、倉庫で小火災が発生し、士官2名を含む12名が死亡、もう1名の士官を含む22名が負傷）。しかし、この行動により、アルチオーネは魚雷での追加攻撃をすることができなくなり、何よりもエイジャックスの激しい反応を引き起こした。エイジャックスは午前2時に艦首砲で発砲し、わずか300メートルの距離からアイローネに命中させ、特に艦尾には数発の砲弾が命中し（砲員のほとんどが死亡）、乗組員の大部分が死亡または負傷し（バンフィ艦長自身も脊椎に重傷を負った）、イタリアの水雷艇は4分ほどで浮力を喪失した。152 mm 砲に加えて、アイローネは距離僅か100メートルで機関銃の射撃も受け、魚雷も命中してさらに船は損傷しし、2時5分に動けなくなった。炎に包まれて漂流したアイローネは、長い苦しみの末、3時34分に（他の資料では沈没時刻を2時35分としている）北緯35度37分、東経16度42分、パッセロ岬の南東約73マイルの位置で沈没した。バンフィ艦長は生存者に船を放棄させた（彼らはアルシオーネ号に救助されたが、アルシオーネ号は難破船者を助けるために現場に戻った際、姉妹船の炎上する残骸に出くわした）、その後、瀕死の者や重傷者（海に飛び込むことができなかった）とともに艦上に残り、国王への賛美を唱えながら、自分の船とともに沈むのを待った。このときバンフィは船とともに海底に引きずり込まれたが、大きな気泡によって水面に引き上げられ、その後アイローネの難破船者のグループに加わり、海上で36時間過ごした後、ようやく救助された。
アリエール84名の生存者が救助され、乗組員の大半が救い出された。バンフィ艦長は武功金メダルを授与された。
アイローネは同型艦のアリエール（同じ戦闘で沈没）とともに、戦争で失われた最初のスピカ級水雷艇だった。

## 歴代艇長
指揮官
アルベルト・バンフィ少佐（1903年3月18日 ピネローロ生）（1940年1月 - 10月12日）